# Ole Leonardo Pedersen
Arkitekt Ole Leonardo Pedersen, (kaldet Nardo) (1937-2005) stiftede i 1961 Fiolteatret, sammen med sin hustru Merete Pedersen. Både Ole Leonardo Pedersen, samt hustru Merete Pedersen fungerede som direktører for teatret i de første år.
I 1967 købte Ole Leonardo Pedersen (Nardo) skibet Nordkaperen, sammen med sin hustru Merete Pedersen, Troels Kløvedal og Marianne Kjær. Troels Kløvedal køber Nordkaperen af Nardo pg Merete 11 år senere, i 1978. 
I 1972, var Ole Leonardo Pedersen en af grundlæggerne af Den Røde Højskole, hvor han også fungerede som højskolens første forstander (1972-75). Kilde
I 1987 er Nardo (Ole Leonardo Pedersen) en af stifterne af Feriekollektivet Rio Mira i Portugal. Feriekollektivet blev stiftet sammen med en gruppe mennesker, som havde udgangspunkt i kollektivet Jumbo på Amager (1975-1980). Da kollektivet Jumbo blev solgt, stiftede de daværende ejere en Fond (Jumbo Fonden), som var med til at købe en stor grund i Portugal ved byen Odemira i Allentejo provinsen. Feriekollektivet eksisterer stadig (2021)